# Więzadło sierpowate

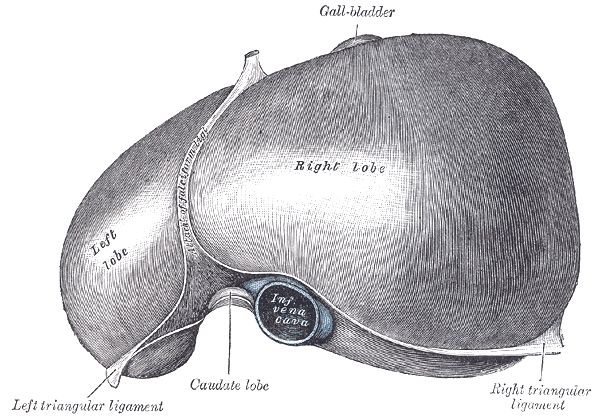
Więzadło sierpowate wątroby

Więzadło sierpowate, więzadło sierpowate wątroby (łac. ligamentum falciforme, ligamentum falciforme hepatis) – w anatomii człowieka fałd otrzewnej schodzący z powierzchni przeponowej wątroby, na granicy jej płata prawego i lewego. Biegnie do przepony i przedniej ściany jamy brzusznej do wysokości pępka.